# Dawn of Victory
Dawn of Victory é o terceiro álbum de estúdio da banda italiana de power metal sinfônico Rhapsody of Fire, é considerado por muitos fãs como o melhor álbum da banda. O álbum foi lançado em 2000 pela gravadora Limb Music Products.
Em 2019, a Metal Hammer o elegeu como o segundo melhor álbum de power metal de todos os tempos.

## Faixas
Todas as letras foram compostas por Alex Staropoli e Luca Turilli, exceto a faixa "Guardians" escrita e composta por Michael Weikath.
| N.º            | Título                                     | Duração |  |
| 1.             | "Lux Triumphans"                           | 2:00    |  |
| 2.             | "Dawn of Victory"                          | 4:47    |  |
| 3.             | "Triumph for My Magic Steel"               | 5:47    |  |
| 4.             | "The Village of Dwarves"                   | 3:52    |  |
| 5.             | "Dargor, Shadowlord of the Black Mountain" | 4:48    |  |
| 6.             | "The Bloody Rage of the Titans"            | 6:24    |  |
| 7.             | "Holy Thunderforce"                        | 4:22    |  |
| 8.             | "Trolls in the Dark [instrumental]"        | 2:32    |  |
| 9.             | "The Last Winged Unicorn"                  | 5:44    |  |
| 10.            | "The Mighty Ride of the Firelord"          | 9:16    |  |
| Duração total: | Duração total:                             | 49:32   |  |

| Edição Digipak CD 2 músicas bônus |                                                  |         |  |
| N.º                               | Título                                           | Duração |  |
| 1.                                | "Guardians" (Helloween Cover)                    | 4:20    |  |
| 2.                                | "The Mighty Ride of the Firelord (Edit Version)" | 4:46    |  |
| 3.                                | "Holy Thunderforce (Alternate Version)"          | 4:20    |  |
| 4.                                | "Triumph for My Magic Steel (Alternate Version)" | 5:46    |  |

## Integrantes
- Luca Turilli – guitarra
- Fabio Lione – vocal
- Alex Staropoli – teclado
- Alessandro Lotta – baixo
- Thunderforce – bateria